# Øster Højst
Øster Højst – miasto w Danii, w regionie Dania Południowa, w gminie Tønder.